# Fantasztikus Négyes (Marvel Comics)
A Fantasztikus Négyes egy kitalált szereplőkből álló szuperhőscsapat a Marvel Comics képregényeiben. A csapatot Stan Lee és Jack Kirby alkotta meg. A Marvel első szuperhősökből álló csapatként a Fantasztikus Négyes első szereplése a Fantastic Four első számában volt 1961 novemberében. A csapatra gyakran utalnak „a Marvel első családja”-ként is.

## Tagok

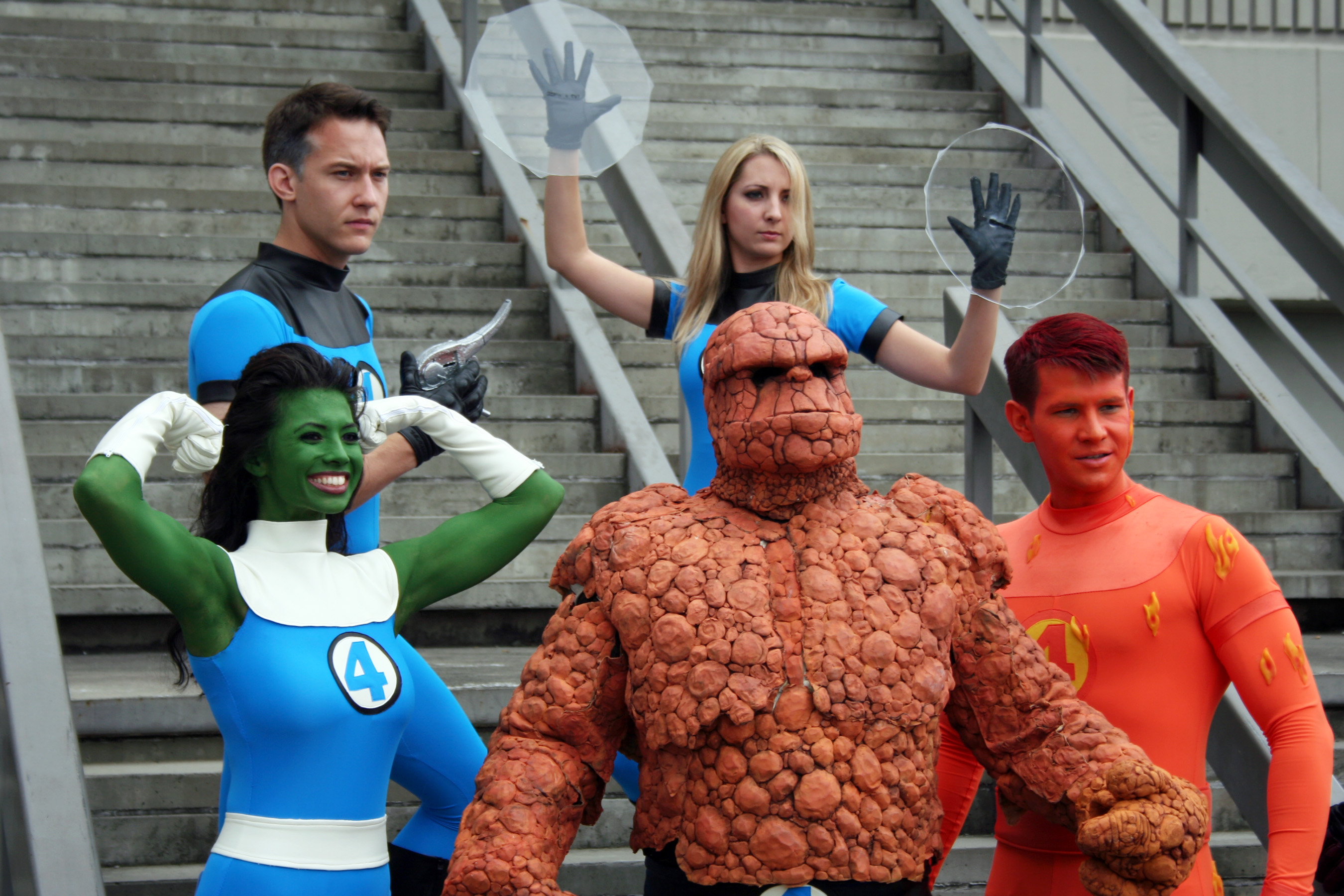
Fantasztikus Négyes cosplay

A Fantasztikus Négyesnek hagyományosan négy állandó tagja tagja van. A csapat első tagjai Reed Richards (Mr. Fantastic) tudós és feltaláló, Sue Storm (Láthatatlan) és öccse Johnny Storm (Fáklya) valamint Ben Grimm (a Lény), pilóta voltak. A kis csapat tagjai szuperképességeiket egy űrbéli tudományos küldetés során szerezték, mely során testüket kozmikus sugárzás járta át. A sugárzás hatására Reed teste hihetetlenül elasztikussá vált. Sue képes lett láthatatlanná válni és láthatatlan erőteret létrehozni, öccse, Johnny pedig képessé vált „lángra lobbanni” és repülni. Ben teste egy hatalmas narancsszínű kőóriáséhoz vált hasonlóvá, mely emberfeletti erőt és szinte sebezhetetlenséget kölcsönzött a számára.
1961-es megjelenésük óta a csapat egy nem éppen hétköznapi családként működik, melyben azonban felmerülnek a hétköznapi családi problémák is. A szuperhős hagyományokkal szakítva, a Fantasztikus Négyes tagjainak nem titkos a személyazonosságuk és egyfajta közszereplőkké váltak.
A Fantastic Four első számának megjelenésével egy időben vált a Marvel Comics egy kisebb kiadóból a ma ismert képregény-nagyhatalom elődjévé. A csapat ezért kitüntetett helyet foglal el az amerikai képregények történelmében. Bár a Fantasztikus Négyes soha nem tartozott a legnépszerűbb képregények közé, kalandjaik más médiában, így televíziósorozatokban és filmekben is helyet kaptak.
Az alapító tagok az évek folyamán csak kivételes esetekben hagyták el a csapatot. Ilyenkor a megüresedett hely ideiglenes betöltésére más szuperhősöket kértek fel. 2007 márciusában, a Fantastic Four 543. számával a Láthatatlan és Mr. Fantastic elhagyták a csapatot. Helyükre az X-Men egykori tagja, Vihar és férje, a Bosszú Angyalai volt tagja, a Fekete Párduc kerültek.